# Kristian Bruun
Pour les articles homonymes, voir Bruun.
Charles Kristian Bonnycastle Bruun, né le 25 octobre 1979 à Toronto (Canada), est un acteur canadien. Il est principalement connu pour ses rôles d'Augustus Jackson dans Les Enquêtes de Murdoch, Donnie Hendrix dans Orphan Black et Janus Ferber dans The Recruit.

## Biographie
Kristian Bruun naît et grandi à Toronto, Ontario, Canada. De 1994 à 1997, il fréquente la Valley Forge Military Academy (en) en Pennsylvanie, puis l'Université Queen's de Kingston, Ontario. En 2001, il reçoit son diplôme du baccalauréat de théâtre. Il étudie également à la George Brown Theatre School (en) de Toronto et au Professional Actors Lab avec David Rotenberg (en).
Son premier rôle à l'écran est celui d'un barman dans le film Good Morning Tomorrow (2003). Il joue ensuite différents rôles, notamment celui d'un officier dans Nikita (2012), Stu dans Blood Pressure (en) (2012) et Alec dans Play the Film (2013). Il obtient le rôle de l'agent Jackson dans Les Enquêtes de Murdoch (2012-2017). Son rôle le plus célèbre est celui de Donnie Hendrix, le mari d'Alison Hendrix dans la série canadienne de science-fiction Orphan Black.

## Filmographie

### Cinéma
- 2005 : Air Hockey (direct-to-video) de Ryan Hyland : Hank
- 2005 : Holiday Hypnosis (direct-to-video) de Sean Cisterna (en) : Jack
- 2012 : Blood Pressure (en) de Sean Garrity (en) : Stu
- 2013 : Play the Film de Alec Toller : Alec Hess (également producteur)
- 2014 : Bang Bang Baby (en) de Jeffrey St. Jules (en) : Helmut
- 2014 : Dirty Singles (en) de Alex Pugsley (en) : l'homme au mariage
- 2015 : Life de Anton Corbijn : Roger Love
- 2015 : Night Cries de Andrew Cymek : David Desmond
- 2015 : Régression (Regression) de Alejandro Amenábar : Andrew
- 2015 : Let's Rap de Neil Huber : Stefano Chyka
- 2015 : How to Plan an Orgy in a Small Town de Jeremy Lalonde (en) : Seth Parsons
- 2016 : First Round Down (en) de Butler Brothers (en) : Winston
- 2016 : Country Crush de Andrew Cymek : Barney
- 2017 : The Space Between de Amy Jo Johnson : Teddy
- 2017 : The Definites de Mackenzie Donaldson et Hannah Cheesman (en) : Charlie
- 2017 : Ashes de Dan Slater : Joe
- 2017 : Mary Goes Round de Molly McGlynn (en) : Officier Wayne
- 2018 : The Baby Stealer de Andrew Cymek : Peter
- 2018 : The Go-Getters (en) de Jeremy Lalonde (en) : Kevin
- 2018 : Deep Space de Davin Lengyel : Carl Mandala
- 2018 : Red Rover (en) de Shane Belcourt (en) : Damon
- 2019 : Wedding Nightmare (Ready or Not) de Tyler Gillett et Matt Bettinelli-Olpin : Fitch Bradley
- 2019 : Samanthology : David
- 2019 : Tammy's Always Dying (en) de Amy Jo Johnson : Jamie
- 2019 : An Assortment of Christmas Tales in No Particular Order : Benson
- 2020 : Eat Wheaties! de Scott Abramovitch : Burke
- 2022 : Slash/Back (en) de Nyla Innuksuk : Tony Konk
- 2023 : The Girl Who Escaped: The Kara Robinson Story de Simone Stock : Richard Evonitz (en)

#### Courts métrages
- 2009 : A Grimsville Orphanage Christmas : le gardien
- 2012 : Build or Bust : George
- 2012 : Hail Satan : Chris
- 2013 : The Doctor's Case : Dr. John Watson
- 2014 : Agape : John
- 2014 : True Man : Adam
- 2014 : 10 Years : Kevin Jenkins
- 2015 : This Is Not What You Had Planned : Hank
- 2015 : Boycatt : Lole
- 2015 : Treatment : M. Samson
- 2016 : Static : l'animateur de l'émission de cuisine
- 2016 : The Floaters : Josh
- 2016 : Day Players : Agent Cage
- 2016 : 3-Way (Not Calling) : Kevin
- 2016 : Fox Trouble : Glen
- 2017 : The Cast of Orphan Black Meets Their Clones : Kristian
- 2017 : D+S : David
- 2017 : A Better Tomorrow, Today : David
- 2018 : Benson : Benson
- 2019 : Home in Time : Felix jeune
- 2022 : Three Days : Docteur Braun

### Télévision

#### Séries télévisées
- 2010 : Covert Affairs : le passager affamé (saison 1, épisode 7)
- 2011 : Dan for Mayor (en) : Roller-Blader #1 (saison 2, épisode 6)
- 2012 : Nikita : l'officier principal (saison 2, épisode 20)
- 2012 - 2019 : Les Enquêtes de Murdoch : l'Agent Augustus « Slugger » Jackson
- 2013 - 2017 : Orphan Black : Donnie Hendrix
- 2016 : 22.11.63 : Dr Ronald Jones (épisodes 5 et 6)
- 2016 : The Girlfriend Experience : Client #2 (saison 1, épisode 11)
- 2016 : Con Man (en) : Boom Dude
- 2016 - 2017 : That's My DJ (en) : Peter (5 épisodes)
- 2016 - 2018 : Tactical Girls (en) : Détective Laurence (2 épisodes)
- 2017 : The Beaverton (en) : Dr. Channing (saison 1, épisode 8)
- 2017 : Annedroids : le père intimidant (saison 4, épisode 3)
- 2017 : Murdoch Mysteries: Beyond Time : Agent Jackson
- 2017 : Odd Squad (en) : Earl Yum-Yum (saison 2, épisode 20)
- 2017 : Nerdist Presents: The Mystic Museum : Lester
- 2017 - 2018 : The Handmaid's Tale : La Servante écarlate : le médecin (3 épisodes)
- 2018 : Impulse : Sheldon Gibson (saison 1, épisodes 1 et 2)
- 2018 : Deep Six : Carl Mandala
- 2018 - 2019 : Carter (en) : Dave Leigh
- 2019 : Departure : Hoffman (4 épisodes)
- 2019 : Hudson et Rex : Vern Matheson (saison 2, épisode 4)
- 2020 : Avocado Toast (en) : Jake (6 épisodes)
- 2020 : Soupçon de magie : Kenny Cooper (saison 6, épisode 8)
- 2021 - 2022 : Family Law (en) : Dr. Doug Peterson (2 épisodes)
- 2022 - 2024 : Snowpiercer : Whiggins (4 épisodes)
- 2022–2025 : The Recruit : Janus Ferber
- 2023 - 2024 : The Rookie : Le Flic de Los Angeles : Boyd Taylor (2 épisodes)

#### Téléfilms
- 2003 : Good Morning Tomorrow : le barman
- 2011 : Une famille en héritage (Change of Plans) : Dennis
- 2011 : Dark Rising: The Savage Tales of Summer Vale (en) : Soldat #2
- 2018 : Les souliers de Noëlle (A Shoe Addict's Christmas) : Alex
- 2018 : Le meilleur pâtissier de Noël (Christmas Cupcakes) : Andrew Sanderson
- 2021 : Une invitation inattendue pour Noël (Crashing Through the Snow) : Jeff Randall

### Podcasts
- 2019 : The AM Archives : Oliver Ritz (7 épisodes)
- 2019 : Passenger List (en) : William Schroeder (épisode 3)
- 2020 : Comedy Bang! Bang! (en) (épisode 636)
- 2020 : The College Tapes : Oliver Ritz (10 épisodes)
- 2020 - 2021 : In Strange Woods (en) : Declan O'Connor
- 2021 - 2022 : Orphan Black: The Next Chapter : Donnie Hendrix (7 épisode)

## Voix françaises
Au cinéma, il est doublé par Nicolas Dangoise dans Life et Thibaut Lacour dans Wedding Nightmare. À la télévision, il est à nouveau doublé par Nicolas Dangoise dans Departure et par Thibaut Lacour dans Hudson et Rex, mais Cédric Dumond lui prête également sa voix dans Les Enquêtes de Murdoch et The Recruit, ainsi que Laurent Larcher dans La Servante écarlate, Pierre Tessier dans Une invitation inattendue pour Noël et Philippe Valmont pour Snowpiercer.

## Distinctions

### Récompenses
- 2014 : 48 Hour Film Project, Toronto :
  - Meilleure distribution pour 10 Years, partagé avec Jessica Huras et Joey Hunter

- 2016 : Canadian Film Festival (en) :
  - Meilleure distribution pour How to Plan an Orgy in a Small Town, partagé avec Jewel Staite, Ennis Esmer, Lauren Lee Smith, Katharine Isabelle, Mark O'Brien, Jonas Chernick (en), Tommie-Amber Pirie, James McGowan, Natalie Brown, Lauren Holly et Gugun Deep Singh

- 2017 : Maverick Movie Awards (en) :
  - Meilleure distribution pour une web-série pour Tactical Girls (en), partagé avec Nicole Stamp, Melissa D'Agostino, Maria Vacratsis (en) et Diana Bentley

### Nominations
- 2018 : AltFF Alternative Film Festival :
  - Meilleure distribution pour Ashes, partagé avec Jake Raymond, Sara Mitich, Craig Arnold, Tanya Bevan, Raymond Ablack, Julia Baldwin, Dalmar Abuzeid, Christina Schimmel et Christian Lattman

- 2019 : Portland Comedy Film Festival :
  - Meilleure distribution pour Home in Time, partagé avec Patrick McKenna, Jacqueline Byers, Sarah Allen (en), Andy McQueen (en), Debra McGrath (en), Cara Gee, Michal Grajewski, Nykeem Provo, Camille Stopps, Andy Reid, Jon McLaren (en) et Jennifer Nichols

- 2021 : Prix Écrans canadiens :
  - Meilleure performance secondaire dans un programme Web ou une web-série pour Avocado Toast (en)